# Edson Ndoniema
Edson Alfredo da Costa Ndoniema (Luanda, 11 febbraio 1991) è un ex cestista angolano.

## Carriera
Con l'Angola ha disputato i Campionati mondiali del 2014 e due edizioni dei Campionati africani (2015, 2021).